# Помиљано д'Арко
Помиљано д'Арко (итал. Pomigliano d'Arco) је насеље у Италији у округу Напуљ, региону Кампанија.
Према процени из 2011. у насељу је живело 38921 становника. Насеље се налази на надморској висини од 34 м.

## Становништво
| 1931.  | 1936.  | 1951.  | 1961.  | 1971.  | 1981.  | 1991.  | 2001.  | 2011.  |
| ------ | ------ | ------ | ------ | ------ | ------ | ------ | ------ | ------ |
| 13.144 | 13.907 | 19.273 | 21.807 | 30.057 | 38.381 | 43.089 | 40.519 | 40.083 |